# Kung Xiang av Zhou
Kung Xiang av Zhou, var en kinesisk monark. Han var kung av Zhoudynastin 651–619 f.Kr.